# St. Andreas (Wüllen)

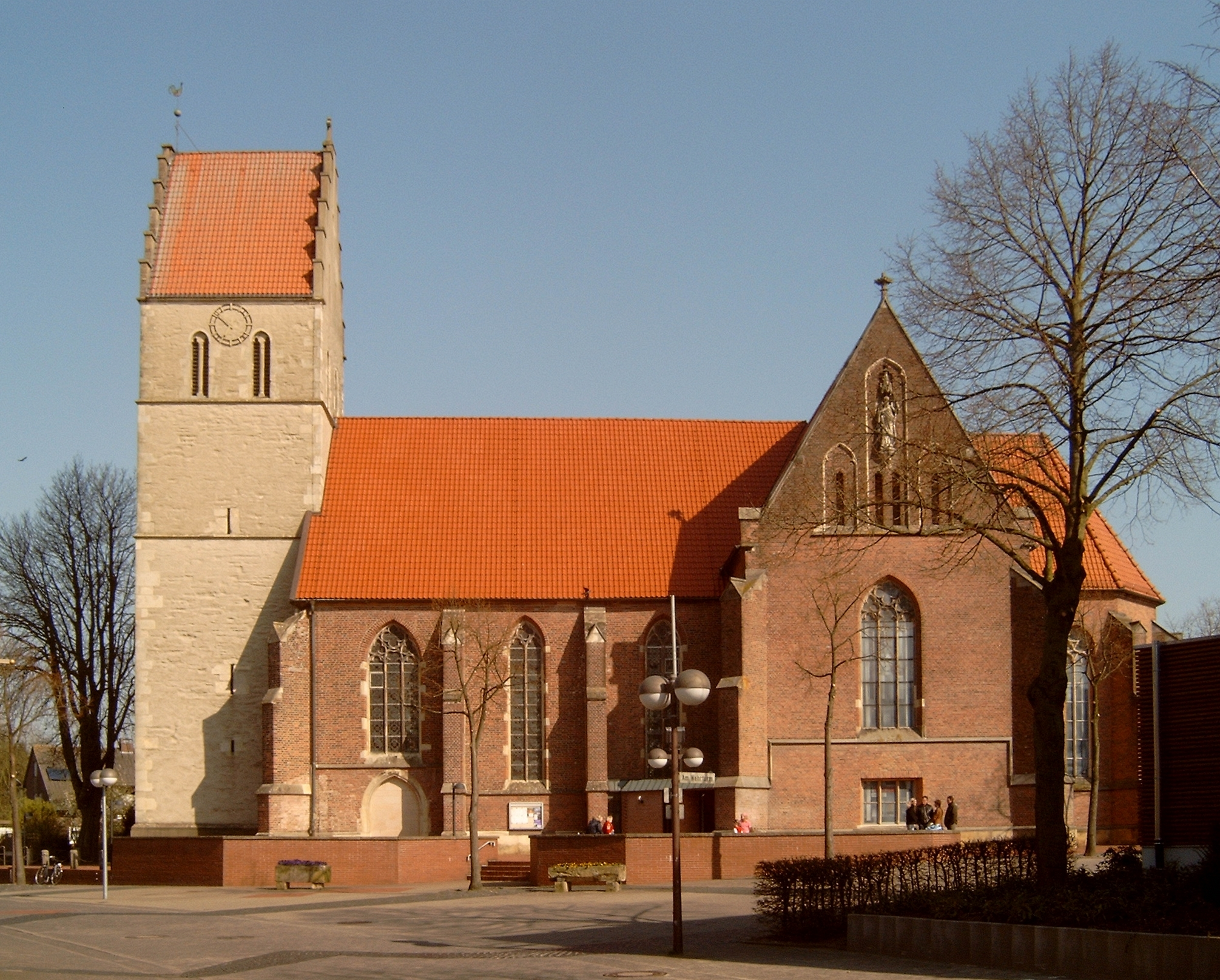
Katholische Kirche St. Andreas in Wüllen

St. Andreas ist eine römisch-katholische Pfarrkirche in Ahaus-Wüllen im Kreis Borken, Nordrhein-Westfalen. Kirche und Gemeinde gehören zum Dekanat Ahaus im Bistum Münster.
Die Gemeinde wurde am 25. Mai 2015 mit der Gemeinde St. Martinus (Wessum) zur Gemeinde St. Andreas und Martinus fusioniert.

## Geschichte und Architektur
Die Gemeinde wurde erstmals 1188 als Pfarre erwähnt.
Der älteste Vorgängerbau war eine karolingische Saalkirche, deren Fundamente aus dem 9. Jahrhundert nachweisbar sind. 1976 wurde eine Saalkirche vom 11./12. Jahrhundert ergraben. Aus dem 13. Jahrhundert stammt der Wehrturm mit gotischen Treppengiebeln. Im 15. Jahrhundert wurde eine zweischiffige, mittig geteilte Halle an den romanischen Westturm angebaut. Das Querhaus im Osten und der Chor mit 5/8 Schluss stammen von 1870. Das Gebäude wurde in Backstein mit Werksteingliederung errichtet. Der Turm mit Eckquaderungen wurde aus Baumberger Sandstein gemauert. Im Innenraum ruhen Kreuzrippengewölbe auf schlichten kapitelllosen Rundpfeilern. Im Querhausmitteljoch tragen Kelchkapitelle mit Sechseckkämpfern das Sterngewölbe; es leitet zum Chor mit einem Kreuzrippengewölbe über.

## Ausstattung
Holzskulpturen der Heiligen Joseph, Ursula, Johannes der Täufer und Immaculata (Unbefleckte Empfängnis).

### Fenster
1976/77 wurde die Kirche von innen neu gestaltet. Dabei wurden moderne Kirchenfenster des bekannten Glasbildners Johannes Schreiter eingebaut.

### Geläut
Das Geläut besteht aus insgesamt vier Bronzeglocken. Bereits 1496 goss  Geert de Wou die Jesus-Maria-Johannes-Glocke. Noch heute befindet sie sich im Turm! Im Jahre 1507 erhielt ein Meisterschüler Van Wous – Wolter Westerhues – den Auftrag zum Guss von 2 neuen Glocken. Die große Salvatorglocke war wohl als des' geplant, kam jedoch als d' aus der Gussgrube. Zuletzt wurde im Jahre 2005 die Ludgerusglocke gegossen. Sie dient als Angelusglocke.
| Nr. | Name der Glocke             | Schlagton | Gewicht   | Ø (mm) | Jahr: | Gießer                      |
| --- | --------------------------- | --------- | --------- | ------ | ----- | --------------------------- |
| 1.  | Salvatorglocke              | d'-1      | 01.800 kg | 1366   | 1507  | Wolter Westerhues           |
| 2.  | Jesus-Maria-Johannes-Glocke | es'+5     | 01.200 kg | 1235   | 1496  | Geert de Wou                |
| 3.  | Katharinaglocke             | f'+7      | 0800 kg   | 1109   | 1507  | Wolter Westerhues           |
| 4.  | Ludgerusglocke              | b'+4      | 0490 kg   | 894    | 2005  | Michael Reuter, Maria Laach |

### Orgel
Im Jahr 1999 wurde das südliche Seitenschiff umgestaltet, um Platz für die neue, ebenerdig aufgestellte Orgel zu schaffen. Der Gehäuseentwurf des Neuendeicher Orgelbaumeisters G. Christian Lobback ist von Schreiters Südfenster beeinflusst worden. Entgegen der Entwurfspraxis von Christian Lobback wurde die frontseitige Prospektgestaltung von ihm nicht drei-, sondern zweidimensional angelegt, um eine möglichst große Reflexionsebene für das durch Schreiters Südfenster NIE WIEDER KRIEG gelenkte Licht zu erhalten. So ist ein guter Zusammenklang von Orgelarchitektur und dem Glasfenster entstanden. Das Schleifwindladen-Instrument hat 27 Register (davon 4 Register auf Doppelschleife) und 3 Nebenregister auf zwei Manualen und Pedal. Die Spieltrakturen sind mechanisch, die Registertrakturen elektrisch.
| I Hauptwerk C–a3 |               |       |   |
| 1.               | Principal     | 16′   | D |
| 2.               | Octave        | 8′    |   |
| 3.               | Flûte harmon. | 8′    |   |
| 4.               | Bordun        | 8′    | D |
| 5.               | Gemshorn      | 8′    |   |
| 6.               | Octave        | 4′    | D |
| 7.               | Rohrflöte     | 4′    |   |
| 8.               | Quinte        | 2 ⁄3′ |   |
| 9.               | Octave        | 2′    |   |
| 10.              | Cornett V     | 8′    |   |
| 11.              | Mixtur V      | 1 ⁄3′ |   |
| 12.              | Trompete      | 8′    | D |
|                  | Tremulant     |       |   |

| II Schwellwerk C–a3 |               |        |
| 13.                 | Principal     | 8′     |
| 14.                 | Holzgedackt   | 8′     |
| 15.                 | Gamba         | 8′     |
| 16.                 | Schwebung     | 8′     |
| 17.                 | Principal     | 4′     |
| 18.                 | Querflöte     | 4′     |
| 19.                 | Nasard        | 2 ⁄3′  |
| 20.                 | Trichterflöte | 2′     |
| 21.                 | Terz          | 1 3⁄5′ |
| 22.                 | Mixtur IV     | 2′     |
| 23.                 | Oboe          | 8′     |
| 24.                 | Schalmei      | 4′     |
|                     | Tremulant     |        |

| Pedalwerk C–f1 |           |     |   |
| 25.            | Principal | 16′ | D |
| 26.            | Subbaß    | 16′ |   |
| 27.            | Octave    | 8′  |   |
| 28.            | Bordun    | 8′  | D |
| 29.            | Choralbaß | 4′  | D |
| 30.            | Posaune   | 16′ |   |
| 31.            | Trompete  | 8′  | D |

- Koppeln:
  - Normalkoppeln: II/I (mechanisch und elektrisch), I/P, II/P
  - Suboktavkoppeln: II/I, II/II
  - Superoktavkoppel: II/P
- Nebenregister: Vogelsang (Hauptwerk), Sonnenton (Schwellwerk), Perkutant (Schlagwerk, Pedal)
- Spielhilfen: 128-fache Setzeranlage, Sequenzer
- Anmerkung

D = Register auf Doppelschleife